# Budapesti Piac
A Budapesti Piac 1992 augusztusa óta megjelenő ingyenes hirdetési újság (hetilap) volt Budapesten. Testvérlapja a Pest megyében 2003 óta terjesztett Budapesti Piac Plusz (korábban Pest Megyei Piac) volt, illetve 2008-tól a kiadó tulajdonába tartozott a Budapesti Újság City (korábban Busz) is.
A három lap hetente több mint 1 millió példányban jelent meg.
Állandó rovatai voltak: Életmód Kalauz, Energiastop, Építőipari Kalauz, Lakberendezési Kalauz, Pénzpiac, Spóroljon!, Top Tipp, Úti Tipp, Apróhirdetések, tv-műsor.
2011-ben szűnt meg.